# Owensville (Missouri)
Owensville és una població dels Estats Units a l'estat de Missouri. Segons el cens del 2000 tenia 2.500 habitants.

## Demografia
Segons el cens del 2000, Owensville tenia 2.500 habitants, 1.059 habitatges, i 655 famílies. La densitat de població era de 477,8 habitants per km².
Dels 1.059 habitatges en un 30,5% hi vivien nens de menys de 18 anys, en un 47,8% hi vivien parelles casades, en un 11% dones solteres, i en un 38,1% no eren unitats familiars. En el 34% dels habitatges hi vivien persones soles el 21,1% de les quals corresponia a persones de 65 anys o més que vivien soles. El nombre mitjà de persones vivint en cada habitatge era de 2,3 i el nombre mitjà de persones que vivien en cada família era de 2,97.
Per edats la població es repartia de la següent manera: un 25,8% tenia menys de 18 anys, un 7,8% entre 18 i 24, un 25,7% entre 25 i 44, un 18,4% de 45 a 60 i un 22,3% 65 anys o més.
L'edat mediana era de 39 anys. Per cada 100 dones de 18 o més anys hi havia 79,3 homes.
La renda mediana per habitatge era de 26.913 $ i la renda mediana per família de 33.109 $. Els homes tenien una renda mediana de 30.162 $ mentre que les dones 20.068 $. La renda per capita de la població era de 15.208 $. Entorn de l'11% de les famílies i el 15,6% de la població estaven per davall del llindar de pobresa.

## Poblacions més properes
El següent diagrama mostra les poblacions més properes.